# Lámina delgada (geología)

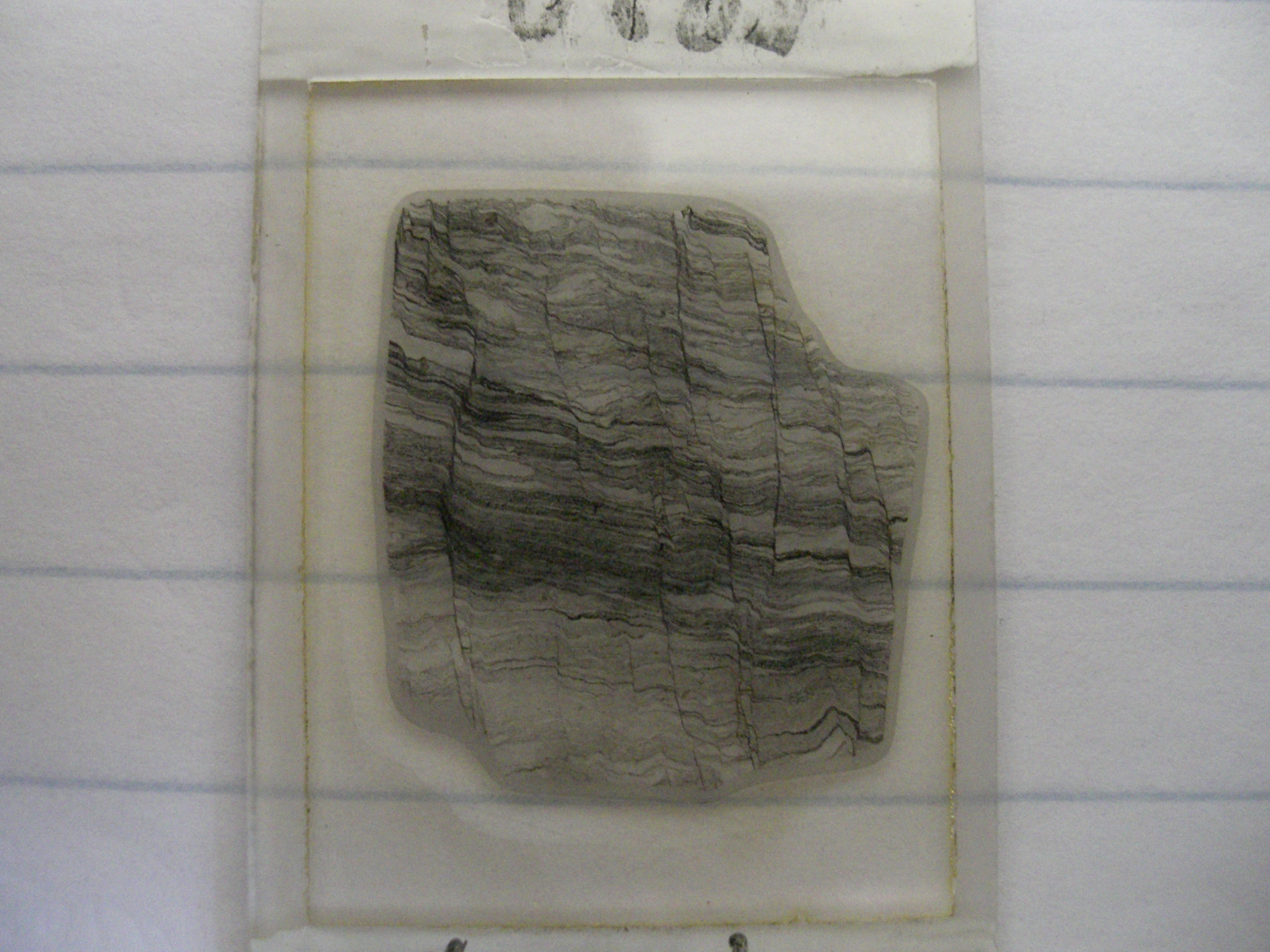
Lámina delgada de una filita.

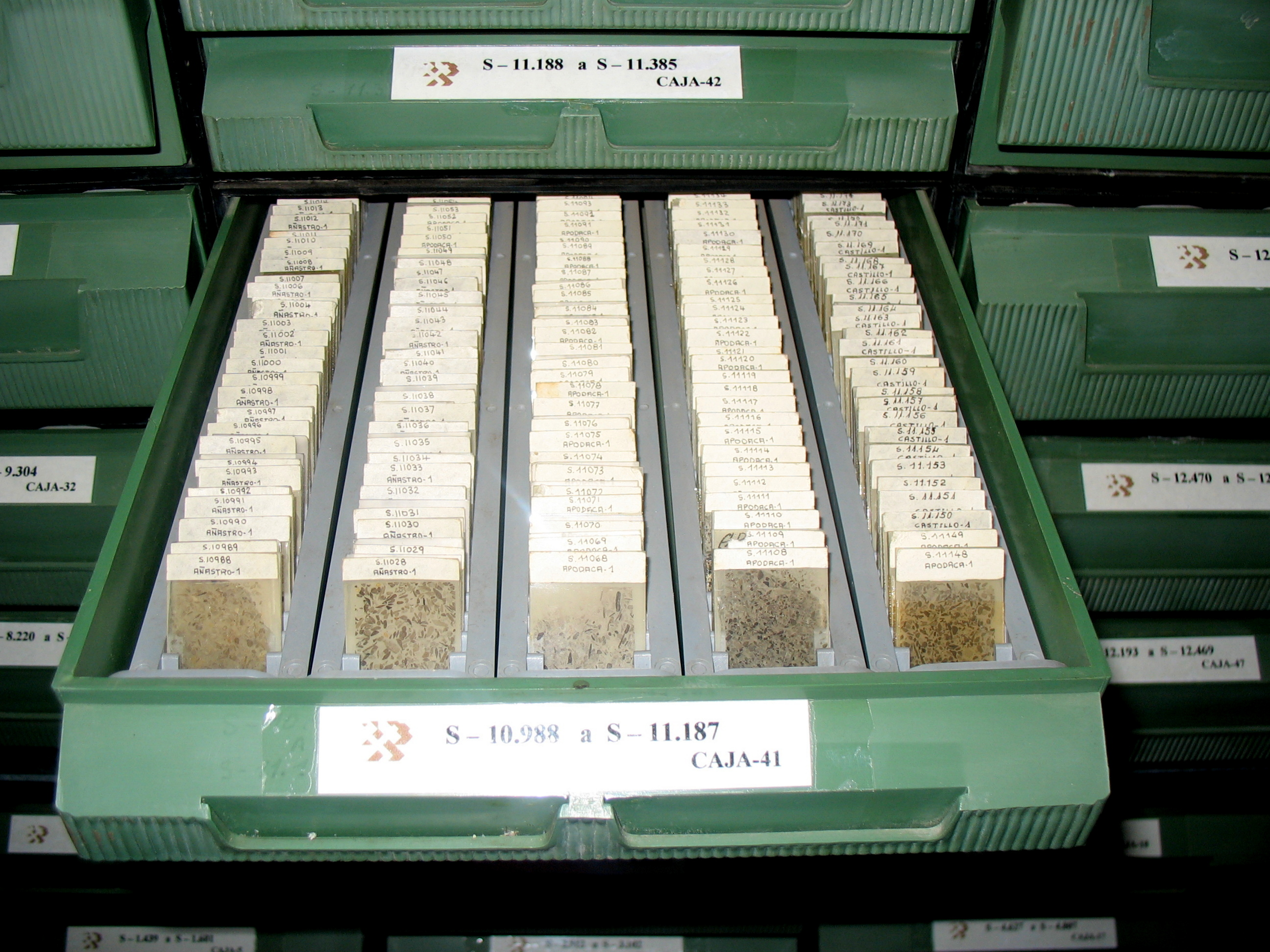
Colección de láminas delgadas en una litoteca.

Las láminas delgadas o secciones delgadas son preparaciones que se realizan en rocas para su estudio con microscopio petrográfico, y que consisten en rodajas de la roca de un espesor de unas 30 µm que se adhieren a láminas de vidrio (portas) mediante resina epoxi, para posteriormente ser recubiertas por otra lámina de vidrio. También se puede realizar esta preparación en sedimentos sueltos si previamente se les añade una resina que, al consolidar, se comporta como si fuera el cemento de la roca.
A mediados del siglo XIX ya se empleaban las láminas delgadas, y para 1860 la técnica para su elaboración se encontraba bastante desarrollada. Se utilizan en distintas disciplinas como la micropaleontología, la mineralogía o la petrología.

## Preparación

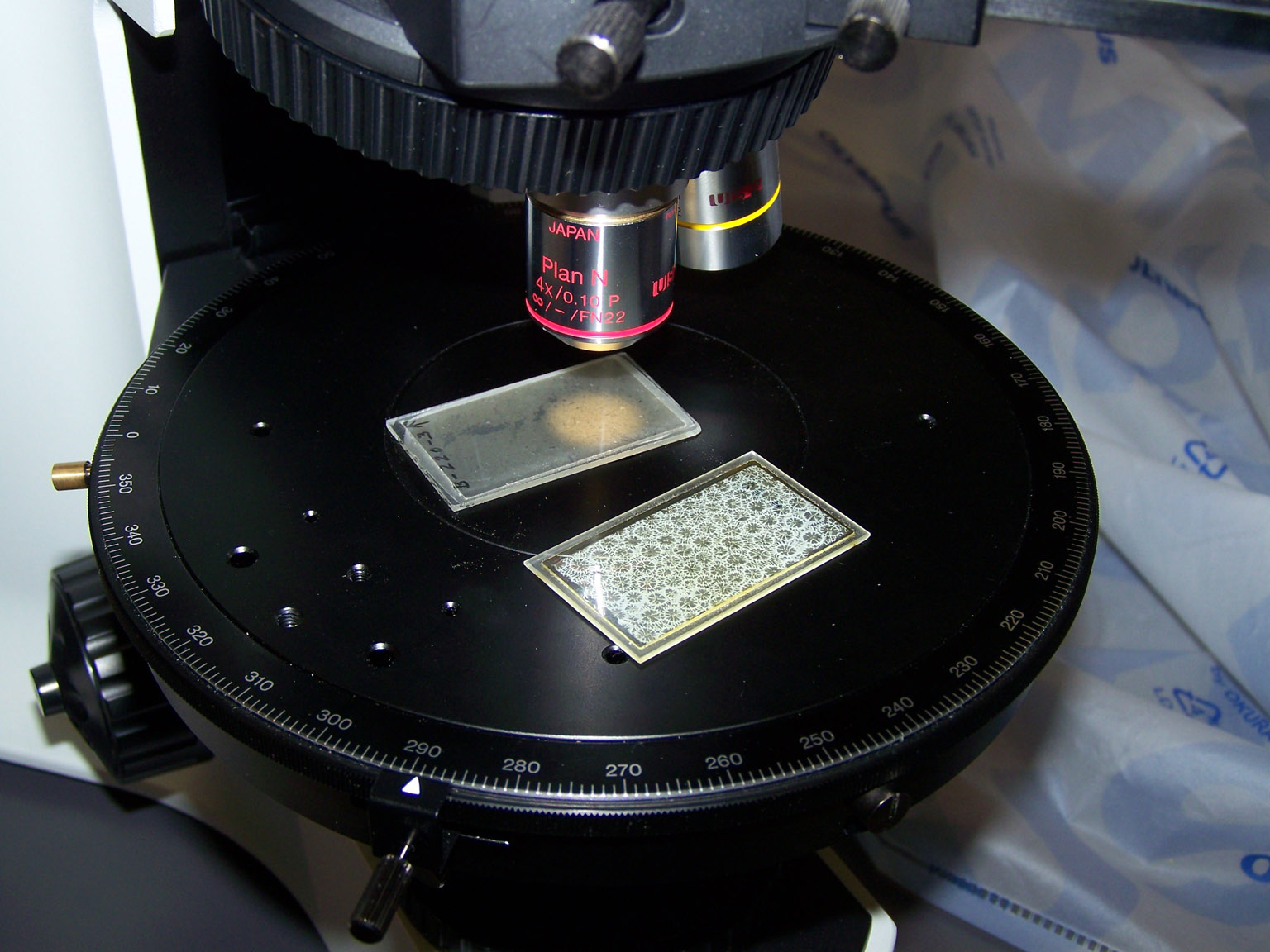
Observación de láminas delgadas al microscopio.

La elaboración de láminas delgadas consta de una serie de pasos:
- Procurar que todo el material que se vaya a utilizar esté limpio.
- Selección de las rocas de las que se van a extraer las láminas.
- Limpiar y pulir los portas.
- Con una cortadora de disco se cortan las rocas hasta formar prismas.
- Se pule una de las superficies del prisma.
- Se adhiere con resina epoxi la cara pulida del prisma al porta, ejerciendo presión para evitar la formación de burbujas y se deja secar.
- Una vez secado, se corta el prisma dejando un grosor de unas 300 µm.
- Se realiza un desbastado hasta obtener el grosor deseado, normalmente 30 µm.
- Se pega otro porta sobre la superficie de roca que queda al descubierto, salvo que se quiera realizar algún análisis químico sobre la muestra.

## Uso

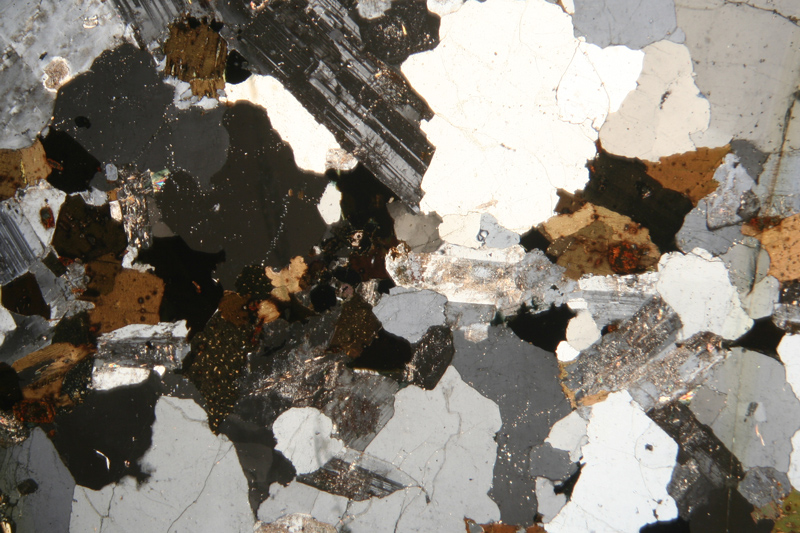
Aspecto de una lámina delgada de un granito al observarse con un microscopio petrográfico. Los minerales presentes son cuarzo, plagioclasa, ortoclasa y biotita.

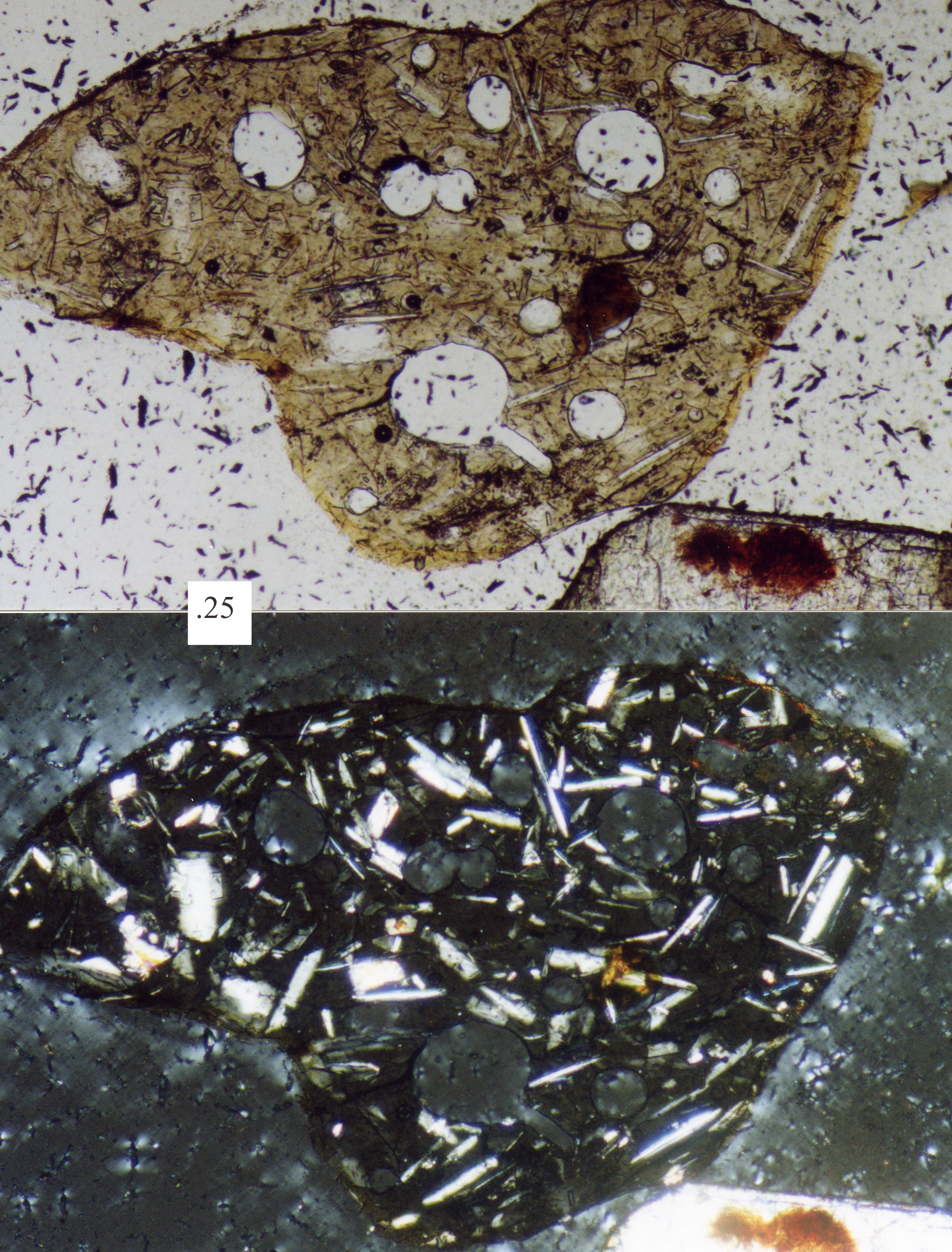
Lámina delgada de un fragmento de roca volcánica: arriba, sin analizador; abajo, con el analizador activado.

El objetivo de preparar una lámina delgada es el de conseguir un grosor de la roca muestreada tan pequeño que permita que la luz la atraviese. El microscopio petrográfico posee un polarizador que convierte la luz que emite en luz polarizada, un analizador, que es una lente que polariza la luz perpendicularmente al polarizador, y una platina que permite girar la lámina delgada. Las observaciones se pueden realizar con el analizador activado o sin él. Cuando se observa una lámina delgada al microscopio la luz atraviesa el polarizador y una vez polarizada atraviesa la lámina delgada y llega al analizador (si está activado) y luego al observador. Según la naturaleza de los minerales presentes en la lámina delgada se observa lo siguiente:
| Tipo de mineral                 | Sin analizador   | Con analizador                                                                                               | Ejemplo |
| Opaco en lámina delgada         | Se observa negro | Se observa negro                                                                                             | Pirita  |
| Transparente isótropo o vidrios | Se observa       | Se observa negro                                                                                             | Hauyna  |
| Transparente anisótropo         | Se observa       | Se observa, pero si giramos la platina existen dos direcciones perpendiculares en los que la luz se extingue | Yeso    |

A partir de la observación, con y sin analizador, de las distintas propiedades de los minerales en láminas delgadas, se puede conseguir su identificación.